# تريزا ويلد
تريزا ويلد (بالإنجليزية: Theresa Weld)‏ هي متزلجة فنية أمريكية،
```
ولدت في 
21 أغسطس
 
1893
 في 
بروكلين
 في 
الولايات المتحدة
، وتوفي بنفس المكان في 
12 مارس
 
1978
.
```

## وصلات خارجية
- تريزا ويلد على موقع اللجنة الأولمبية الدولية (الإنجليزية)
- تريزا ويلد على موقع أوليمبيديا (الإنجليزية)